# Ochna multiflora
Ochna multiflora är en tvåhjärtbladig växtart som beskrevs av Dc.. Ochna multiflora ingår i släktet Ochna och familjen Ochnaceae. Inga underarter finns listade i Catalogue of Life.